# Потери Гондураса в гражданской войне в Сальвадоре
Гражданская война в Сальвадоре между правительством страны и партизанскими силами социалистической и коммунистической ориентации, объединёнными во Фронт национального освобождения имени Фарабундо Марти, продолжалась с 1979 по 1992 год и завершилась в 1993 году, после подписания мирного соглашения в Чапультепеке. Официально, Гондурас не принимал участия в войне, однако оказывал содействие правительству Сальвадора в борьбе с ФНОФМ.

## Общие сведения о участии Гондураса в войне в Сальвадоре
Ещё в 1980 году начали устанавливаться связи между Сальвадором и Гондурасом в сфере организации антипартизанских операций, при проведении которых войска Гондураса неоднократно входили на территорию Сальвадора. По данным ФНОФМ, в начальный период восстания на помощь правительственным силам был направлен 10-й десантный батальон гондурасской армии. Кроме того, 15-16 января 1981 года самолёты ВВС Гондураса несколько раз бомбили приграничные районы Сальвадора. 
В июне-июле 1982 года два батальона армии Гондураса совместно с частями сальвадорской армии провели операцию против ФНОФМ в департаменте Морасан, в пограничной зоне, остававшейся демилитаризованной после окончания "100-часовой войны" в июле 1969 года.
Позднее стало известно, что для борьбы с силами ФНОФМ в приграничной зоне США создали «мобильную армейскую группу» из военнослужащих Гватемалы и Гондураса, которая под руководством американских офицеров наносила удары по местам концентрации партизан на территории Сальвадора с территории Гондураса.
В начале июня 1984 года военное ведомство Гондураса сообщило о том, что патрулировавшее приграничную зону подразделение гондурасской армии обнаружило и атаковало отряд из 30 вооружённых повстанцев ФНОФМ в районе сальвадорско-гондурасской границы (три из которых были застрелены, ещё трое захвачены в плен, а остальные бежали).

## Сведения о потерях Гондураса в Сальвадоре
- 19 ноября 1981 - командир 12-го пехотного батальона гондурасской армии официально подтвердил, что в перестрелке на линии границы были убиты два военнослужащих батальона (Fidel Cortez Portillo и Marcos Claros) и тяжело ранены ещё два и сообщил, что стрелявшими являлись повстанцы ФНОФМ, вооружённые автоматами М-16 американского производства[8]
- 5 апреля 1984 - представитель ФНОФМ сообщила, что при организации покушения на руководство ФНОФМ партизанами был взят в плен офицер армии Гондураса и штатный сотрудник ЦРУ Карлос Федерико[9]
- 26 марта 1985 - в бою между повстанцами ФНОФМ и подразделением легкопехотного батальона «Кускатлан» сальвадорской армии у селения San Luis de la Reina в 59 милях к северо-востоку от столицы страны (недалеко от сальвадорско-гондурасской границы) на территории Сальвадора был убит сержант гондурасской армии Fabriciano Vazquez, воевавший вместе с солдатами правительственной армии Сальвадора (при этом, в распоряжении ФНОФМ осталось удостоверение убитого)[10]
- 19 декабря 1991 - во время перелёта над зоной боевых действий в провинции Морасан (в районе селения Cacaopera, в 15 км от границы между Сальвадором и Гондурасом) партизанами ФНОФМ был сбит вертолёт UH-1H военно-воздушных сил Гондураса, погибли все 11 находившихся на борту военнослужащих[11] (в том числе, офицеры: командир 10-го пехотного батальона гондурасской армии полковник Danilo Carbajal Molina, майор Pablo Fernandez Rapalo, капитан Rolando Lara Funez и капитан Marco Tulio Valladarez)[12]

Таким образом, потери вооружённых сил Гондураса в ходе гражданской войны в Сальвадоре составляют не менее 14 человек убитыми, не менее 2 человек ранеными и по меньшей мере ещё один человек был взят в плен.